# Mauritz Casimir Lewenhaupt
Mauritz Casimir Lewenhaupt, född 11 juli 1711 i Stade, död 21 november 1781 på Kasby i Lagga socken, var en svensk militär, greve till Falkenstein och friherre till Reipoltzkirchen.

## Biografi
Mauritz Casimir Lewenhaupt blev 1732 volontär i österrikisk tjänst, blev fänrik samma år och 1733 grenadjärunderlöjtnant vid fältmarskalken greve von Harrachs regemente. År 1735 blev han grenadjärpremiärlöjtnat vid samma regemente och 1738 grenadjärkapten. År 1741 tog Lewenhaupt avsked ur den österrikiska tjänsten. Han hade då under sin tid som militär deltagit i fem kampanjer under det Polska tronföljdskriget och det Österrikiska tronföljdskriget i Italien, fyra i Ungern och en i Schlesien. I Italien deltog han bland annat i slaget vid San Pietro, slaget vid Guastalla och Colorno samt vid passagen över Secho, i Ungern i slagen vid Cornia och Mehadia, där han blev svårt sårad, samt i belägringarna av Nissa och Uchissa samt inbrottet i Valakiet. Under det schlesiska fälttåget blev han tillsammans med sex grenadjärkompanier fången vid Namslau och efter fyra månader utväxlad. Efter att 1742 ha kommit till Sverige blev han 1742 ryttmästare vid skånska kavalleriregementet. 1748 blev han riddare av svärdsorden och 1751 major vid samma regemente. 1756 blev han överste vid skånska kavalleriregementet och förde under Pommerska kriget befäl över regementet. 1762 blev han överste i armén, 1764 chef för gula husarregementet. 1768 blev Lewenhaupt överste och chef för Nylands och Tavastehus dragonregemente, blev senare samma år chef för Bohusläns dragonregemente och blev 1772 generalmajor vid kavalleriet. Samma år blev han kommendör av svärdsorden. Lewenhaupt erhöll 1775 avsked från överstebefattningen vid Bohusläns regemente och blev istället kaptenlöjtnant vid livdrabantkåren. År 1776 blev han generallöjtnant.
Mauritz Casimir Lewenhaupt var son till general Carl Julius Lewenhaupt och måg till Charles Emil Lewenhaupt den äldre.  Han var far till Adolph Fredric, Adam Ludvig, Sten Casimir, Charles Emil, Gustaf Julius, Claes Axel Lewenhaupt och Ludvig Wierich Lewenhaupt den yngre.